# أليكسندر سوخوف
أليكسندر سوخوف (الروسية: Сухов, Александр Александрович) (3 يناير 1986 بموسكو في روسيا - ) هو لاعب كرة قدم روسي في مركز الدفاع. لعب مع شينيك ياروسلافل ونادي أوفا وأف سي موسكو.

## وصلات خارجية
- أليكسندر سوخوف على موقع الاتحاد الأوربي (الإنجليزية)
- أليكسندر سوخوف على موقع قاعدة بيانات كرة القدم.إي يو (الإنجليزية)
- أليكسندر سوخوف على موقع Soccerway.com (الإنجليزية)
- أليكسندر سوخوف على موقع عالم كرة القدم.نت (الإنجليزية)